# 旧坂東家住宅見沼くらしっく館
旧坂東家住宅見沼くらしっく館（きゅうばんどうけじゅうたく みぬまくらしっくかん）は、埼玉県さいたま市見沼区にある、古民家を活用した博物館である。

## 建築
坂東家住宅は江戸時代後期に3時期に分けて建てられた民家で、床上部分はほぞ穴の墨書により1857年（安政4年）の建築であることが分かっている。土間部分はこれより古く、裏手の八畳間は比較的新しいが、建築時期に大きな隔たりはないと考えられている。茅葺の平屋の寄棟造で、正面に式台の付いた玄関、その奥に六間をもつ。向かって右手にあたる東側には土間や厩舎、西側奥には便所や湯殿を備える。1991年（平成3年）10月3日には、当時の大宮市の有形文化財に指定された。一度解体されたのちにほぼ同位置に復元され、1996年（平成8年）3月31日に落成式を挙行。同年4月16日に博物館として開館した。

## 坂東家
坂東家初代の助右衛門尚重は紀伊国（現在の和歌山県）加田村の出身で、1675年（延宝3年）に江戸で暮らす傍ら見沼の一角に入江新田を開発したが、下流の村の反対にあい1718年（享保3年）、2代目四郎左衛門尚政の時に元の溜池に戻した。徳川吉宗は新田開発を推奨し、3代目助右衛門尚常は入江新田の再開発を幕府に願い出て、65町2反あまりを新田として開発。屋号を取り「加田屋新田」と命名した。坂東家住宅が建てられたのは10代目助次郎の時で、13代目新助、14代目貞市は大正から昭和にかけて北足立郡片柳村の村長を務めた。

## 展示内容

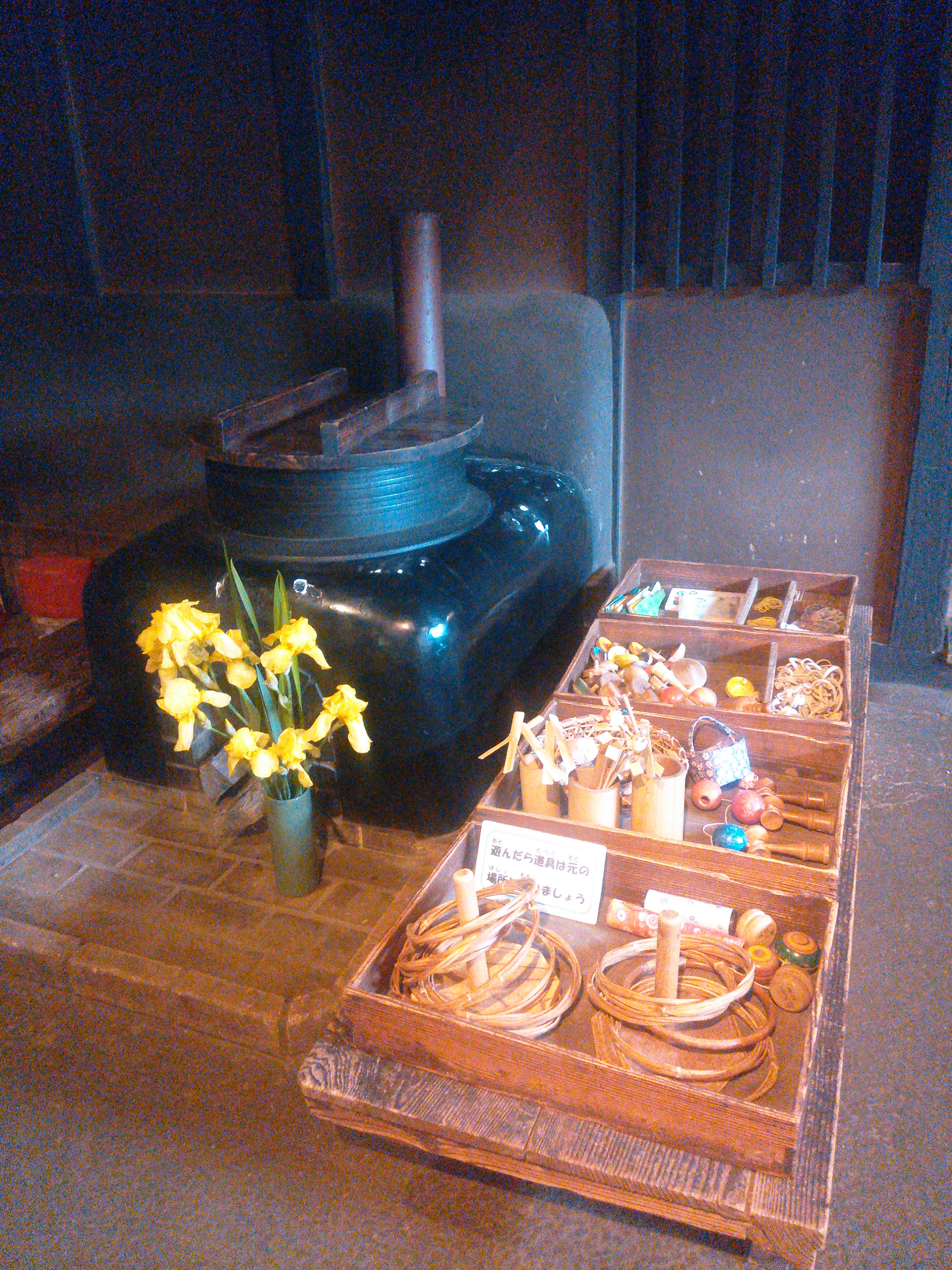
館内に展示されている、けん玉や万華鏡などの郷土玩具。実際に手に取って遊ぶことができる。

解体調査の際に発見された一分銀、郷土玩具などの民俗資料、軒菖蒲や正月飾りなど年中行事に関する展示や、工芸教室や落語会などの催し物が行われる。入場は無料であるが、工芸教室は材料費が必要となる場合がある。原則、月曜休館。